# 内田葵
内田 葵（うちだ あおい、2002年1月4日 - ）は、日本の俳優である。身長175cm、体重53kg。No.9所属。

## 人物
- 趣味は料理・筋トレ・カフェ巡り。特技はクラヴ・マガ（近接格闘術）・ラテアート。[1]
- 2023年、ダンス＆ボーカルグループ『LXP』のメンバーとして活動していた。[2]

## 出演

### 舞台
2021年
- アイドルステージ『GS382 ―暁の章―』（12月9日 - 26日、Theater Mixa）- 武部南波 役[3]

2022年
- アイドルステージ『プライムーン＆GS382－2022年に愛を込めて－』（5月12日 - 21日、品川プリンスホテル クラブeX）- 武部南波 役[4]
- ミュージカル『Dear my パパ』（9月3日 - 10日、シアター1010）- アンサンブル[5]
- 饗宴『茜さすセカイでキミと詠う～縁～』（12月16日 - 19日、飛行船シアター）- 日ノ許の民（アンサンブル）[6]

2023年
- ミラクル☆ステージ『サンリオ男子』 〜One More Time〜（11月10日 - 19日、I'M A SHOW） - ミラーズ（ミラクルアンダーズ）[7]

### イベント・ライブ
2022年
- 『P.P.P 222 ～Prime Poetical Party～』（2月11日 - 14日、品川プリンスホテル クラブeX）- 武部南波 役[8]
- 『P.P.P 225 ～Prime Precious Party～』（5月22日、品川プリンスホテル クラブeX）- 武部南波 役[9]

2023年
- うえのけいこ作詞家25周年『風のうたコンサート』（7月19日、博品館劇場）[10]

- 『内田航爆誕祭2023 ～わたるくん24歳お祝いスペシャル～』（9月7日、高円寺studioK）2部ゲスト[11]
- 『いろいろ ドルフェス 2023』（9月23日、品川プリンスホテル ステラボール）- 武部南波 役[12]